# Diazona violacea
Diazona violacea är en sjöpungsart som beskrevs av Savigny 1816. Diazona violacea ingår i släktet Diazona och familjen Diazonidae. Inga underarter finns listade i Catalogue of Life.